# Црква Светог Николе у Павловцима
Црква Светог Николе у Павловцу, насељеном месту на територији општине Рума, припада Епархији сремској Српске православне цркве.
На месту данашње цркве постојао је храм из 1797. године, истог посвећења, који је порушен до темеља у Другом светском рату. На темељима старе цркве радови на новој цркви су започети 2007. године, да би била завршена 2014. године.